# Єленський (Калузька область)
Єленський (рос. Еленский) — селище в Хвастовицькому районі Калузької області Російської Федерації.
Населення становить 1445 осіб. Входить до складу муніципального утворення Селище Єленський.

## Історія
Від 2004 року входить до складу муніципального утворення Селище Єленський

## Населення
| 1959 | 1970  | 1979  | 1989  | 2002  | 2010  |
| ---- | ----- | ----- | ----- | ----- | ----- |
| 3480 | ↘3085 | ↘2451 | ↘2065 | ↘1583 | ↘1445 |